# Cantón de Allaire
El cantón de Allaire era una división administrativa francesa, que estaba situada en el departamento de Morbihan y la región de Bretaña.

## Composición
El cantón estaba formado por nueve comunas:
- Allaire
- Béganne
- Peillac
- Rieux
- Saint-Gorgon
- Saint-Jacut-les-Pins
- Saint-Jean-la-Poterie
- Saint-Perreux
- Saint-Vincent-sur-Oust

## Supresión del cantón de Allaire
En aplicación del Decreto n.º 2014-215 de 21 de febrero de 2014, el cantón de Allaire fue suprimido el 22 de marzo de 2015 y sus 9 comunas pasaron a formar parte del nuevo cantón de Guer.